# Айова (окръг, Уисконсин)
Окръг Айова (на английски: Iowa County) е окръг в щата Уисконсин, Съединени американски щати. Площта му е 1989 km². Според преброяването от 2010 г. населението е 23 687. Административен център е град Доджвил.

## История
Окръгът е организиран от правителството на територия Мичиган през 1830 г. . Той е кръстен на племето Айова.

## География
Според Бюрото за преброяване на населението на САЩ, окръгът има площ от 768 квадратни мили (1 990 km 2), от които 763 квадратни мили (1 980 km 2) са земя и 5,4 квадратни мили (14 km 2) (0,7%) са вода. Отводнява се от притоците на река Пекатоника, която има извори в окръга. Най-високата точка в окръга е Уест Блу Маунт /West Blue Mound/ на 1 716 фута над морското равнище. Най-ниската точка е река Уисконсин при линията на графство Грант на 667 фута над морското равнище.

## Съседни окръзи
- Окръг Ричланд - северозапад
- Окръг Сок - североизток
- Окръг Дейн - изток
- Окръг Грийн - югоизток
- Окръг Лафайет - юг
- Окръг Грант - запад